# Halichoeres pallidus
Halichoeres pallidus es una especie de peces de la familia Labridae en el orden de los Perciformes.

## Morfología
Los machos pueden llegar alcanzar los 10 cm de longitud total.

## Distribución geográfica
Se encuentra desde el este de Indonesia hasta República de Palau. Reemplazado por  Halichoeres trispilus en el Índico.